# Felicja Nossig
Felicja Nossig (ur. 1855 we Lwowie, zm. we wrześniu 1939 w Warszawie) – polska socjolog, publicystka, feministka i tłumaczka związana z ruchem socjaldemokratycznym.

## Działalność społeczno-polityczna
W 1873 roku ukończyła żeńskie seminarium nauczycielskie. Od 1889 roku sprawowała funkcję sekretarki lwowskiego towarzystwa samokształceniowego, „Czytelni Naukowej”, której wiceprezesem był Ignacy Daszyński. Karierę publicystki rozpoczęła w 1891 roku. Publikowała w „Die Neue Zeitung” (od 1898), „Ateneum”, „Bluszczu”, „Gazecie wieczornej” (od 1910), „Głosie”, Głosie Kobiet (dodatku do „Kuriera Lwowskiego”), „Krytyce”, „Nowym Słowie” i „Robotniku”. W 1892 roku zorganizowała we Lwowie ogólnogalicyjski zjazd kobiet pracujących. Uczestniczyło w nim 200 kobiet reprezentujących różne narody, klasy i zawody. Samotnie wychowując syna, zarabiała jako tłumaczka z języków ukraińskiego i rosyjskiego na niemiecki, m.in. w 1893 roku przetłumaczyła powieść Iwana Franki „Dla ogniska domowego”. W 1894 roku wyjechała do Berna w Szwajcarii, gdzie doktoryzowała się z socjologii. Około 1900 roku przeniosła się do Paryża. Tam w ramach wydawnictwa berneńskich studiów filozoficznych wydano jej pracę doktorską z zakresu metodologii socjologii. W 1902 roku powróciła do Lwowa, aby zapewnić synowi naukę w polskim gimnazjum. Była uczestniczką zjazdu kobiet polskich w 1905 roku. Wielokrotnie bywała prelegentką na konferencjach poświęconych kwestii równouprawnienia kobiet. Uważała, że ruch kobiecy powinien być zintegrowany z socjaldemokratycznym.

## Publikacje
- Zur Sociologischen Methodenlehre mit besonderer Rücksicht auf Herbert Spencer (1900)[3]
- Emancypacja kobiet (1903)[4]
- Mężczyzna i kobieta; studyum psychologiczne podług dzieła Weiningera, pt.: „Geschlecht und Charakter”. Dwa odczyty, wygłoszone w Sali ratuszowej we Lwowie (1906)

## Życie prywatne
W 1880 roku zawarła związek małżeński z Izydorem Próchnikiem. Małżeństwo rozpadło się po kilku latach, ale formalnie rozwód został orzeczony w 1894 roku. W 1892 roku urodziła syna Adama. W międzywojniu powszechnie mówiło się, że jego ojcem był Ignacy Daszyński, jednak nigdy nie zostało to oficjalnie potwierdzone.